# Belgorod
Belgorod (russisch Бе́лгород für „Weiße Stadt“) ist eine Stadt im europäischen Teil Russlands.

## Lage und Klima
Belgorod ist Hauptstadt der Oblast Belgorod nahe der ukrainischen Grenze. Die Stadt hat 356.402 Einwohner (Stand 14. Oktober 2010). Sie liegt am Oberlauf des Sewerski Donez, rund 570 Kilometer südlich von Moskau, etwa auf halber Strecke zwischen Charkiw (Ukraine) und Kursk (Russland). Sie erhielt ihren Namen von den Kalk- und Kreidefelsen, an denen sie gebaut ist.
|                       | Jan   | Feb  | Mär  | Apr  | Mai  | Jun  | Jul  | Aug  | Sep  | Okt  | Nov  | Dez  |   |     |
| Mittl. Tagesmax. (°C) | −4,8  | −3,3 | 1,9  | 12,6 | 20,7 | 23,6 | 25,1 | 24,3 | 18,6 | 11,0 | 2,7  | −1,8 | ⌀ | 11  |
| Mittl. Tagesmin. (°C) | −11,1 | −9,6 | −4,9 | 3,2  | 9,4  | 12,6 | 14,3 | 13,3 | 8,4  | 3,1  | −2,5 | −6,9 | ⌀ | 2,5 |
|                       |       |      |      |      |      |      |      |      |      |      |      |      |   |     |
| Niederschlag (mm)     | 52    | 40   | 36   | 46   | 48   | 67   | 72   | 53   | 49   | 40   | 52   | 50   | Σ | 605 |
|                       |       |      |      |      |      |      |      |      |      |      |      |      |   |     |
| Regentage (d)         | 10    | 9    | 8    | 7    | 7    | 8    | 9    | 7    | 7    | 7    | 10   | 11   | Σ | 100 |

| −11,1 |

| −9,6 |

| −4,9 |

| 3,2 |

| 9,4 |

| 12,6 |

| 14,3 |

| 13,3 |

| 8,4 |

| 3,1 |

| −2,5 |

| −6,9 |

| −11,1 |

| −9,6 |

| −4,9 |

| 3,2 |

| 9,4 |

| 12,6 |

| 14,3 |

| 13,3 |

| 8,4 |

| 3,1 |

| −2,5 |

| −6,9 |

## Geschichte

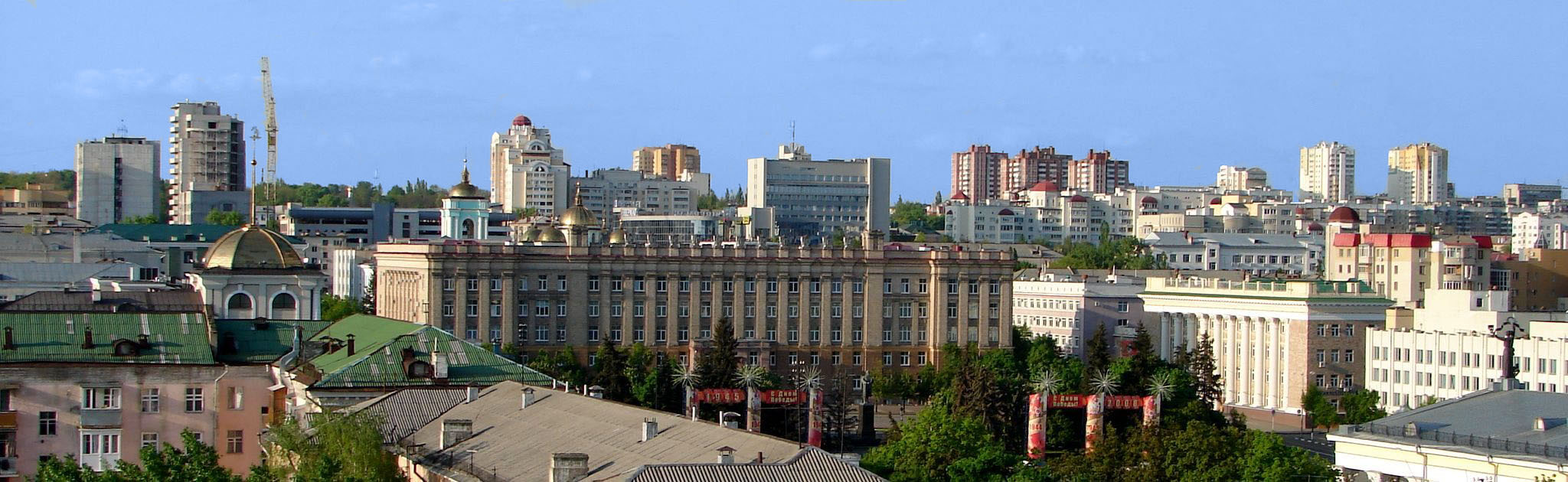
Belgorod

### Von der Gründung bis 1869

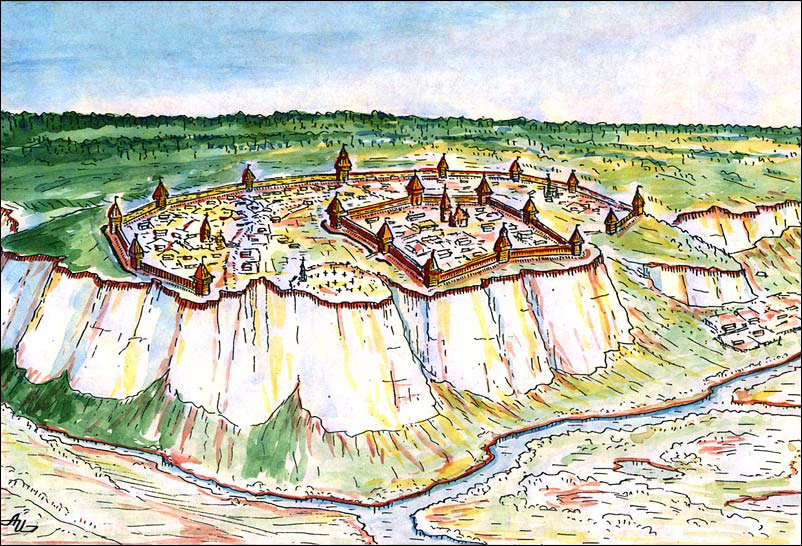
Die erste Festung Belgorod bis zur Zeit der Wirren

Belgorod wurde 1237 erstmals urkundlich erwähnt. Archäologischen Funden zufolge bestand bereits seit dem 10. Jahrhundert eine Siedlung, die damals zur Kiewer Rus gehörte und im Mongolensturm unterging. Als das Gründungsjahr der modernen Stadt wird 1596 angesehen, als das Zarentum Russland die Festung Belgorod gründete. In der Mitte des 17. Jahrhunderts avancierte Belgorod zu einem wichtigen Zentrum der militärischen Administration und wurde namensgebend für eine 800-km lange Verteidigungslinie gegen die Überfälle der Krimtataren, die Belgoroder Linie. Sie gehörte zu den russischen Verhaulinien und reichte von der heutigen Ostukraine bis zur Wolga.
Mit dem Sieg über das Krimkhanat 1785 verlor Belgorod den Festungsstatus. Der Bau der Eisenbahnlinie Kursk–Charkow (1869) beflügelte die wirtschaftliche Entwicklung der Stadt deutlich.

### Russische Revolution (1917 / 1918)
Ab Ende 1917 gehörte Belgorod zum Territorium der unabhängigen Ukrainischen Volksrepublik, ab April 1918 zum Ukrainischen Staat, einem (de facto) deutschen Marionettenstaat unter Pawlo Skoropadskyj. Nach dessen Sturz wurde die Stadt am 20. Dezember 1918 von der Roten Armee eingenommen und der Russischen SFSR angeschlossen. Kurzzeitig hatte in Belgorod jedoch die provisorische „Arbeiter- und Bauernregierung der Ukraine“ unter Georgi Pjatakow ihren Sitz.

### Zweiter Weltkrieg (1941–1943)
Vom 25. Oktober 1941 bis zum 9. Februar 1943 war die Stadt von der deutschen Wehrmacht besetzt. Vor dem Einmarsch der Deutschen waren viele Einwohner nach Osten geflohen, so dass die Stadt nur noch etwa 20.000 Einwohner hatte. Ab 1942 wurden tausende verbliebene Einwohner im arbeitsfähigen Alter nach Deutschland verschleppt. Am 5. Februar 1942 gelang es Partisanen, die Stadt kurzzeitig zurückzuerobern. Am 9. Februar 1943 konnte die Rote Armee die Stadt befreien. Die Deutschen eroberten die Stadt am 18. März 1943 am Ende der Dritten Schlacht um Charkow noch einmal zurück. Im August 1943 war Belgorod während der Belgorod-Charkower Operation der Roten Armee erneut Schauplatz heftiger Kämpfe. Die Stadt wurde zu über 90 % zerstört. Zur Zeit der Befreiung, am 5. August 1943, lebten in Belgorod weniger als 700 Menschen. In Belgorod erinnert das Diorama-Museum „Kursker Schlacht. Gebiet Belgorod“, das größte Diorama in Russland, an die Panzerschlacht bei Prochorowka am 12. Juli 1943.

### Seit 1954
1954 wurde Belgorod zur Hauptstadt der aus Teilen der benachbarten Oblaste Kursk und Woronesch neu gebildeten Oblast Belgorod. Heute ist die Stadt Wirtschafts- und Verwaltungszentrum der Region und Sitz eines Erzbischofs.

### Seit dem russischen Überfall auf die Ukraine 2022
Seit Beginn des russisch-ukrainischen Konflikts im Donbass Ende Februar 2022 bis zum 18. August 2022 brannte es vier Mal in Munitionsdepots in der Region Belgorod. Die Bewohner mehrerer Dörfer wurden evakuiert. Nach dem Zusammenbruch der russischen Front in der Oblast Charkiw im September 2022 zogen sich mehrere Tausend Soldaten nach Belgorod zurück.
Am Abend des 20. April 2023 verschoss ein Flugzeug der russischen Luftwaffe Munition über Belgorod, wodurch ein Krater mit etwa 20 Metern Radius entstand und drei Menschen verletzt wurden. Am 22. Mai 2023 überquerten Angehörige der Legion Freiheit Russlands und des Russischen Freiwilligenkorps mit gepanzerten Fahrzeugen die Grenze aus ukrainischer Richtung und griffen mehrere Ortschaften im Bereich Graiworon/Krasnaja Jaruga im Westen der Oblast an. Die Truppen waren laut der Financial Times mit aus den USA an Kiew gelieferten Militärfahrzeugen ausgestattet. Die Legion sprach davon, „unter Führung des ukrainischen Oberkommandos“ zu agieren. Am 30. Dezember 2023, am Tag nach den bislang schwersten russischen Luftangriffen auf die Ukraine seit Kriegsbeginn, griff die Ukraine die Stadt an, wobei nach russischen Angaben 18 Menschen ums Leben kamen und weitere 108 verletzt wurden. In Russland wird die Situation der Stadt seit 2022 weitestgehend durch die Propaganda verschwiegen und Unterstützung für die unter dem Krieg leidende Bevölkerung bleibt aus.
Am 20. November 2024 um 6:47 Uhr Ortszeit wurde die EFKO-Fabrik in Belgorod von ukrainischen Drohnen angegriffen. In der Fabrik, die offiziell Lebensmittel verarbeitet, werden Lastdrohnen für den Bombentransport der russischen Streitkräfte produziert. Die Fabrik wurde durch Feuer teilweise zerstört, Menschen kamen nicht zu Schaden.

### Bevölkerungsentwicklung
| Jahr | Einwohner |
| ---- | --------- |
| 1897 | 26.564    |
| 1939 | 34.359    |
| 1959 | 72.278    |
| 1970 | 151.336   |
| 1979 | 239.814   |
| 1989 | 300.408   |
| 2002 | 337.030   |
| 2010 | 356.402   |
| 2013 | 365.135   |
| 2021 | 339.978   |

Anmerkung: 2013 Schätzung, sonst Volkszählungsdaten

## Stadtgliederung
| Stadtkreis (Gorodskoi Okrug) | Russischer Name | Einwohner 1. Januar 2006 |
| ---------------------------- | --------------- | ------------------------ |
| Sapadny (Westlicher)         | Западный        | 200.024                  |
| Wostotschny (Östlicher)      | Восточный       | 144.218                  |

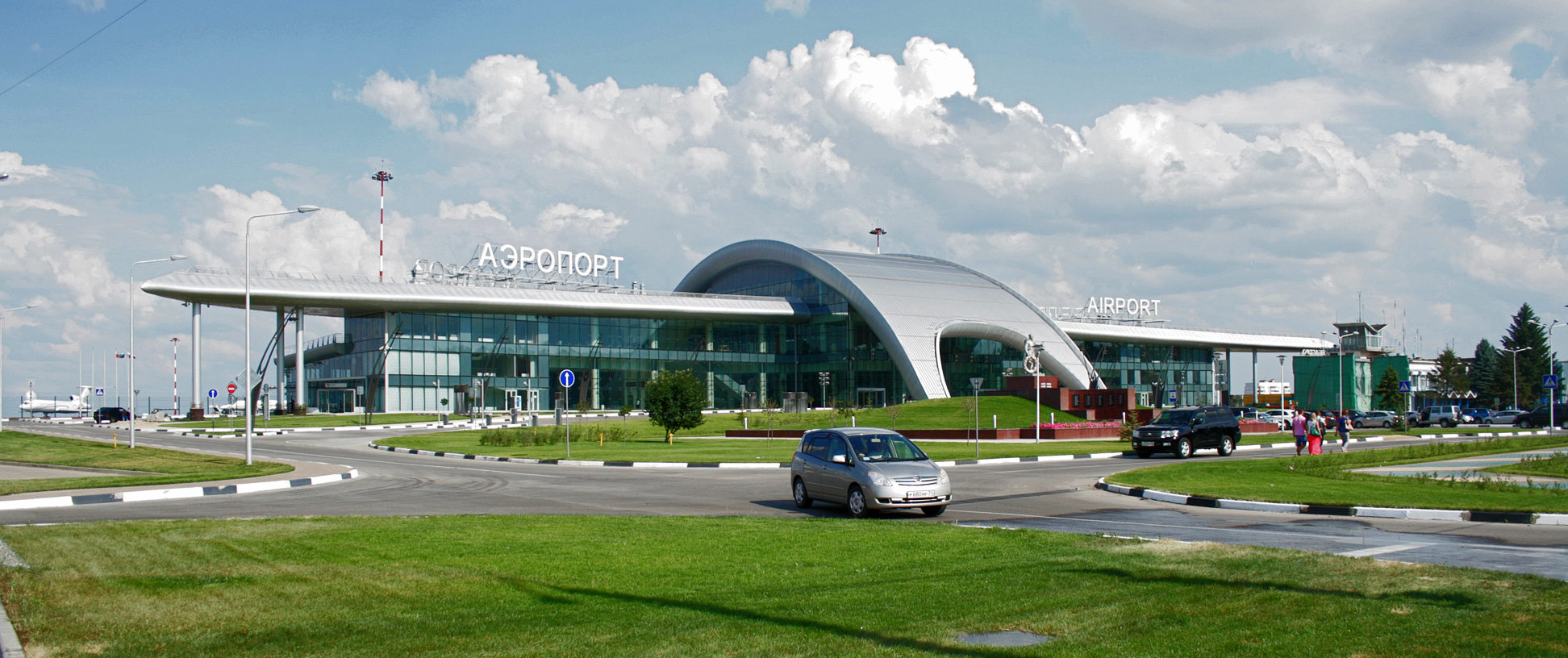
Flughafen Belgorod

Quelle: Staatliches Statistikamt der Russischen Föderation

## Sehenswürdigkeiten
- Diorama-Museum „Kursker Schlacht. Gebiet Belgorod“ zum Zweiten Weltkrieg, Panzerausstellung auf dem Außengelände
- Staatliche Philharmonie
- Landeskundemuseum
- Ausstellungsmuseum
- Kirche der Heiligen Matrona von Moskau
- 225 m hoher Fernsehturm

## Weiterführende Bildungseinrichtungen

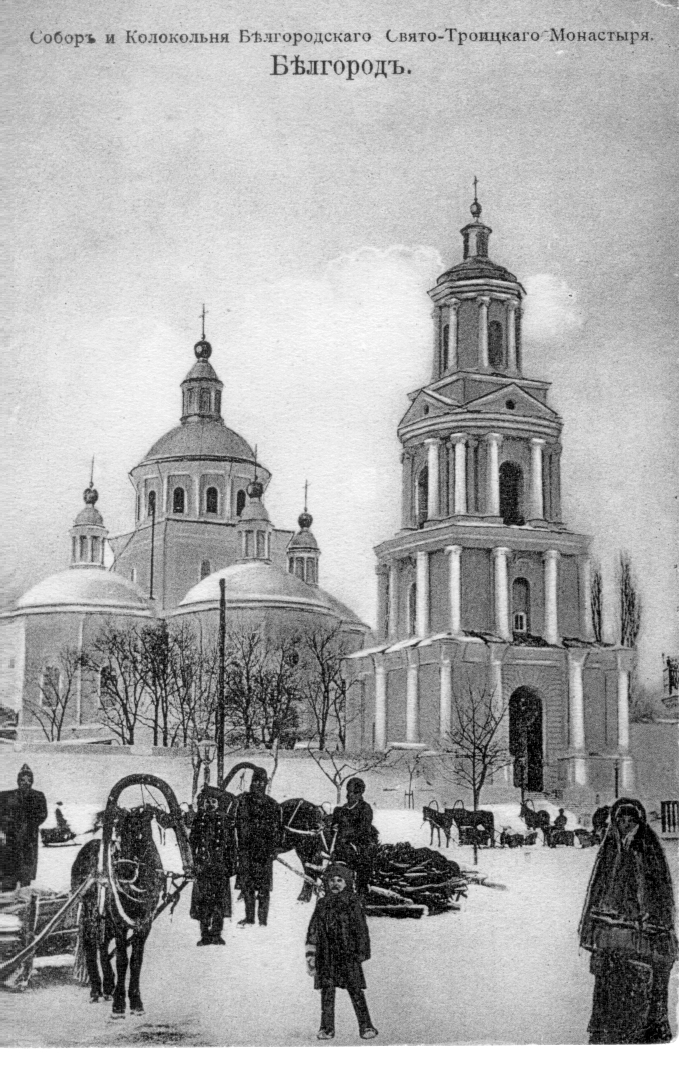
Dreifaltigkeits-Kathedrale (1912)

- Universität für Genossenschaftswesen Belgorod
- Institut Belgorod der Kooperative
- Institut für Ökonomie und Verwaltung Belgorod
- Juristisches Institut Belgorod des Innenministeriums Russlands
- Landwirtschaftliches Institut Belgorod
- Staatliche Landwirtschaftliche Akademie Belgorod
- Staatliche Technologische Akademie Belgorod für Baustoffe
- Staatliche Universität Belgorod
- Staatliches Pädagogisches M.-S.-Olminski-Institut Belgorod
- Technologisches I.-A.-Grischmanow-Institut Belgorod für Bauwerkstoffe
- Fakultät des Allunionsferninstituts für Finanzen und Ökonomie Belgorod
- Filiale der Internationalen Slawischen G.-R.-Derschawin-Universität
- Filiale der Internationalen Universität Moskau für Business und Informationstechnologien
- Institut für Ingenieurwesen, Management, internationale Attestation und Recht Belgorod
- Institut für Unternehmertum und Kultur Belgorod

## Städtepartnerschaften
Belgorod unterhält seit 1990 eine Städtepartnerschaft mit der deutschen Stadt Herne. Ferner existieren Partnerschaften mit der englischen Stadt Wakefield und der polnischen Stadt Oppeln.

## Sport
Die Stadt ist Sitz des 2014 gegründeten Fußballvereines Energomasch Belgorod; dieser ersetzt den  aufgelösten Verein FK Saljut Belgorod.
Der Eishockeyverein HK Belgorod nimmt am Spielbetrieb der MHL B teil
Der Herren-Volleyballverein VK Belogorje spielt seit Jahren an der Spitze der ersten russischen Liga und ist auch im Europacup erfolgreich, so dass in den Jahren 2003, 2004 und 2014 die Volleyball Champions League gewonnen wurde.

## Wirtschaft
Belgorod hat sich zum Einzelhandelszentrum für die Region entwickelt. So befinden sich in Belgorod mehrere größere Einkaufszentren, darunter das Einkaufs- und Freizeitzentrum RIO unweit des Flughafens Belgorod (IATA-Code: EGO, ICAO-Code: UUOB) und seit 2010 das Einkaufszentrum Citimall. Daneben ist auch die Landwirtschaft von Bedeutung, da Belgorod in der fruchtbaren Schwarzerdregion liegt.

## Verkehr
Belgorod ist mit der russischen Hauptstadt Moskau über die Fernstraße M2 Krym verbunden.

## Söhne und Töchter der Stadt
- Nikolai Strachow (1828–1896), Philosoph und Publizist
- Wiktorija Petrowna Breschnewa (1908–1995), Ehefrau des sowjetischen Politikers und langjährigen Generalsekretärs der KPdSU Leonid Iljitsch Breschnew, dadurch First Lady der Sowjetunion
- Wassili Garbusow (1911–1985), sowjetischer Finanzminister (1960–1985)
- Dimitrijs Braznikovs (* 1967), lettischer Handballtorwart
- Sergei Ladygin (* 1967), Handballspieler und -trainer
- Konstantin Prichodtschenko (* 1972), Sportschütze
- Walentin Nowikow (* 1974), Orientierungsläufer
- Roman Kuchtinow (* 1975), Eishockeyspieler
- Alexei Rastworzew (* 1978), Handballspieler
- Swetlana Chorkina (* 1979), Politikerin, ehemalige Turnerin
- Yulia Zagoruychenko (* 1981), Profitänzerin
- Jewgeni Bumagin (* 1982), Eishockeyspieler
- Leonid Nowikow (* 1984), Orientierungsläufer
- Alexander Belenow (* 1986), Fußballtorwart
- Andrei Lutai (* 1986), Eiskunstläufer
- Jelena Sokolowa (* 1986), Weitspringerin
- Alexei Schwed (* 1988), Basketballspieler
- Natalja Sujewa (* 1988), Rhythmische Sportgymnastin und Olympiasiegerin
- Denis Tkatschuk (* 1989), Fußballspieler
- Jewgeni Tischtschenko (* 1991), Boxer
- Tatjana Genrich (* 1993), deutsches Model russischer Herkunft